# 龍山院
龍山院（りゅうざんいん）は、埼玉県上尾市上にある真言宗智山派の寺院である。慈雲山観音寺ともいう。
御詠歌　上村に光輝く慈悲の龍　甘露の雨をそそぎぬるかな

## 歴史
開山は徳賢律師（長禄元年（1457年）没）。中興の祖ともいわれ、それ以前にも庵があったともいわれている。本尊の十一面観世音菩薩坐像は、13世覚本が正徳元年（1711年）に檀徒代表と回国修行に出るとき成就を祈念して福田康秀につくらせたもの。

## 文化財
- ムクロジ（市指定天然記念物・昭和43年9月指定）[2]　13世覚本と檀徒代表が回国修行から帰ったのち、ムクロジ、桜、カヤの3本を記念に植樹した。3本とも大木となったが、桜は昭和7年の竜巻によって倒れてしまった。昔はこれらの樹木は桶川から良く見えたという。
- 元禄7年以降の上村の水帳（検地帳）7冊

## 逸話
境内の西に小さな堂があり中に石碑が2基ある。江戸時代中期、龍山院の果寿（こうじゅ）は、酒好きでどぶろくを造っては飲んでいた。そのどぶろくをこよりに浸して耳の中に入れると耳の病が治ったことでたいへん尊敬されていた。現在でも耳だれ様と呼ばれ首から上の病気に霊験あらたかといわれ、お酒を供えてそれを持ち帰って患部に塗ると効き目があるという。

## 交通アクセス
- JR高崎線北上尾駅より徒歩15分。
- 上尾市循環バスぐるっとくん上平菅谷北上尾線、しらこばと保育所前より徒歩5分。